# Apelul la autoritate
Un apel la autoritate este un tip de argument în logică ce constă în susținerea valorii de adevăr a unei propoziții declarative pe baza autorității, cunoștințelor și poziției persoanei care face aserțiunea. Este cunoscut și sub denumirea de argument din autoritate, argumentum ad verecundiam (Latină: argument din respect) sau ipse dixit (Latină: el însuși spuse). Este o metodă în obținerea cunoștințelor descriptive, dar este o eroare logică în contextul logicii, deoarece validitatea unui argument nu decurge din credibilitatea sursei. Cazul opus ar fi atacul ad hominem în care se respinge argumentul pentru că cel care l-a formulat nu are autoritate sau poate fi altfel contestat.
Pe de altă parte, nu implică o eroare logică în simpla argumentare că o aserțiune făcută de o autoritate este adevărată, în contrast cu afirmația că autoritatea este infailibilă în principii și deci nu poate fi supusă criticilor. Astfel o aserțiune poate fi adevărată sau valoarea de adevăr nu este demonstrabilă sau poate fi probabilă prin atribuirea ei unei autorități, iar afirmația că acea aserțiune este adevărată poate fi subiect al criticilor și e posibil să reiasă ulterior ca fiind greșită.
Dacă există o critică ce contrazice aserțiunea unei autorități, simplul fapt că aserțiunea își are originea în acea autoritate nu este un argument pentru ignorarea criticii.

## Forme
Sunt două tipuri de apeluri la autoritate, în baza autorității în care se are încredere. Cu cât e mai relevantă experiența unei autorități cu atât mai convingător este argumentul. Totuși, autoritatea nu este niciodată absolută, prin urmare toate apelurile la autoritate care susțin că autoritatea este în mod necesar infailibilă, sunt eronate.
Prima formă de apel la autoritate este aceea în care atunci când o persoană prezintă o poziție, menționează o autoritatea care susține aceeași poziție, dar care nu este de fapt o autoritate în acel domeniu. De exemplu, propoziția "Gheorghe Hagi recent a precizat că este necesar să te speli pe dinți de trei ori pe zi" nu va convinge multă lume privind spălatul pe dinți, cum Hagi nu este expert în stomatologie. Multe reclame se bazează pe această eroare logică în cazul sfaturilor date de personalități publice în spoturile publicitare și în cazul sponsorizărilor.
A doua formă este citarea unei persoane care chiar este o autoritate în domeniul respectiv, ceea ce presupune un aport cognitiv substanțial. Mulți experți au o cunoaștere mult mai profundă asupra unor subiecte decât alte persoane, și deci ar trebui să fie de încredere. Totuși, posibilitatea unei erori rămâne și chiar se poate întâmpla comiterea erorii. În situații practice precum reparatul unui autoturism, un mecanic experimentat care știe să repare un anumit autoturism va fi mai de încredere decât cineva care nu este expert în reparații de autoturisme. Sunt multe situații în care cineva trebuie să se încreadă într-un expert și are nevoie de dovezi și atestări pentru ceea ce știe acea persoană. Astfel mulți se încred într-un chirurg care are atestări fără să știe niciodată toate detaliile privind chirurgia.
Deci există un apel la autoritate greșit, de exemplu a întreba un mecanic auto care este cel mai bun medicament pentru cancerul pulmonar cu celule mici și un apel la autoritate corect, a întreba un profesor universitar de medicină care este cel mai bun medicament pentru cancerul pulmonar cu celule mici. Sigur, ar fi incorect dacă am pretinde că profesorul universitar este infailibil.

## Apelul la autoritate ca eroare logică
Este un tip de eroare logică generică în care credibilitatea sursei este irelevantă pentru validitatea argumentului.

### Structură
Această eroare logică are următoarea formă:
A face afirmația B.
Este ceva pozitiv despre A.
Prin urmare B este adevărat.

### Explicație
Prima propoziție este 'afirmația faptică' și este punctul pivot care provoacă mare parte din dezbateri. Ultima propoziție este cunoscută ca 'afirmație inferențială' și reprezintă procesul gândirii.
Este eronat să se accepte afirmațiile unei presupuse autorități atunci când este recomandată suspiciunea. De asemenea este o eroare logică dacă se dă prea multă încredere opiniilor unor experți neglijându-se posibilitatea ca și experții să greșească.

### Exemple
- Referitor la credințele filosofice ale lui Aristotel. "Dacă Aristotel a spus așa, atunci așa e."
- Referitor la credințele lui Isus, Mohamed sau alte figuri religioase. "Dacă (figură religioasă) a spus așa, atunci așa e." Un asemenea apel se bazează pe credința că autoritatea în cauză este o persoană sfântă și prin extensie este infailibilă.
- Referitor la un text sacru. "Dacă (textul sacru) spune așa, atunci așa este." Ca la exemplul precedent, un asemenea apel se poate baza pe credința că acel text sacru este infailibil.
- Referitor la un articol științific publicat în reviste peer-reviewed. "Am citit în (revista de știință) că este așa, atunci așa e."
- Referitor la ceea ce i se spune cuiva de către un profesor și/sau părinte. "Profesorul meu a spus așa, atunci așa este."
- A crede ceva pentru că se atribuie unei profesiuni de onoare. "Acel doctor a recomandat (marca X) de aspirină" sau "Bancherii recomandă să ai economisite 6 salarii într-un cont de economii".
- Ceva trebuie să fie adevărat pentru că un erou de război spune acel ceva.
- Ceva trebuie să fie adevărat pentru că apare la știri.

Un caz particular este:
- Ceva este adevărat pentru că există un consens științific. (Vezi adevăr și consens în teoria adevărului).

Trebuie reținut că dacă un argument este un apel la autoritate nu înseamnă că este falsă concluzia lui, și nici nu este irațional se lași convins de către el. Doar că, apelul la autoritate nu garantează de la sine adevărul concluziei deoarece faptul că o autoritate spune ceva, nu înseamnă că în mod necesar așa stau lucrurile și în realitate. Ideal, pozițiile având valoarea de adevăr (sau având argumente care să le susțină) sunt acele care le fac pe autoritățile in domeniu să fie convinse ca fiind adevărate, și nu viceversa. De aceea apelul la autoritate face confuzie între cauză și efect. Mai departe este de notat că un riguros concept al adevărului este un subiect destul de complex.

## Discuție
Printre cei mai respectați filozofi ai Greciei Antice a fost Pitagora, a cărui discipoli erau cunoscuți pentru justificarea propriilor aserțiunilor prin pura referire la aserțiunile maestrului lor cu formula: αὐτὸς έφη (autos ephe), sau "el însuși spuse". Această cunoscută practică a fost perpetuată de filozofii și clerul de mai târziu. Din cauza influenței scolasticismului, expresia este cunoscută în traducerea ei în latină ca ipse dixit.
În Evul Mediu, aproximativ începând cu sec. XII și terminând cu sec. XV, filozofia lui Aristotel a devenit o dogmă bine stabilită, și deci folosirea convingerilor lui Aristotel au constituit o parte importantă în dezbaterile din acele timpuri. Ideile lui Aristotel au devenit atât de centrale filozofiei în ultima parte a Evului Mediu încât el a devenit cunoscut în latină sub numele de Ille Philosophus, "Filozoful" și citatele din Aristotel au devenit cunoscute sub denumirea de ipse dixit-e. În acest caz, Aristotel este un exemplu de cineva care este o autoritate în filozofie, dar filozofia este un domeniu în care evidențele directe sunt mai greu de găsit și de aceea ideile lui Aristotel au o greutate, dar totuși nu este cuvântul final. Pe de altă parte argumentând că deoarece toți astronomii cred că planeta Neptun există - pentru a demonstra existența sa - este un argument mai convingător deoarece astronomii sunt cunoscători în domeniul respectiv și sunt în poziția imediată de a dovedi sau infirma existența planetei (prin experiență directă). Totuși este mai bine să se argumenteze cu evidențe decât cu ceea ce astronomii cred.
Etica autoritară este teoria meta-etică prin care cineva obține cunoaștere etică de la o autoritate, de exemplu de la Dumnezeu sau din legislație. Apelul la majoritate poate fi văzut ca un caz special de apel la autoritate, unde autoritatea este opinia publică.
Cunoscutul argument "pentru că așa spun eu" este o eroare logică de acest gen. Această propoziție face asumpția că atunci când se face o afirmație de către o figură cu autoritate, în special un părinte, argumentul este automat valid. Trebuie precizat că asta nu înseamnă că părinții nu sunt autorizați să folosească o asemenea propoziție, sau că de fapt copiii ar trebui automat să nu asculte de părinții care folosesc această propoziție. De mult ori "pentru că așa spun eu" este de fapt o prescurtare la "din motive prea complexe ca tu să înțelegi sau prea lungi pentru a ți le explica", ceea ce formal este ilogic, dar (așa cum s-a explicat anterior) asta nu duce în mod necesar la o concluzie falsă (cererea de a fi ascultat).

## Epistemologiefără apel la autoritate
O filozofie care neagă și refuză cu severitate existența oricărei autorități, dovezi, infirmări sau justificări, chiar și cele probabilistice și care menține totul deschis criticismului, inclusiv observațiile (adică se refuză chiar și inferența "X a fost observat în mod direct → X este în mod necesar adevărat" ca și apel la autoritate), logica și chiar și poziția sa de bază, criticismul însuși, este un raționalism pancritic. Fără necesitatea ca vreodată să se apeleze la autoritate sau justificare, raționalismul pancritic este capabil să-și mențină poziția integral și complet din moment ce nu este vinovat de relativism sau dogmatism.

## Sub-categorii
Eroarea logică a ultimului om în picioare - Argumentele victoriei în alegeri sau în război sunt validate axiomatic de victorie. Este cunoscută și sub denumirea de "Învingătorul ia totul".
Eroarea logică a martirului - Cel care pierde este axiomatic corect în virtutea pierderii suferite (antiteză a erorii logice a ultimului om în picioare).